# Shin-Nippon Seitetsu
Shin-Nippon Seitetsu K.K. (jap. 新日本製鐵株式會社, Shin-Nippon Seitetsu Kabushiki-gaisha, engl. Nippon Steel Corporation, kurz: 新日鐵, Shinnittetsu), gelistet im Nikkei 225, ist ein 1970 gegründetes Unternehmen im Bereich der Stahlerzeugung in Japan. Das Unternehmen gehört zu den 10 größten Stahlerzeugungsunternehmen weltweit und produzierte im Jahr 2011 ca. 33,4 Millionen Tonnen Rohstahl.
Zum 1. Oktober 2012 fusionierte Shin-Nippon Seitetsu mit Sumitomo Kinzoku Kōgyō zu Shinnittetsu Sumikin (Nippon Steel & Sumitomo Metal).

## Geschichte
Nippon Steel entstand 1970 durch den Zusammenschluss der beiden Stahlunternehmen Yawata Seitetsu K.K. (八幡製鐵株式會社, engl. Yawata Iron & Steel) und Fuji Seitetsu K.K. (富士製鐵株式會社, engl. Fuji Iron & Steel).

## Werke
Die Hochöfen des Unternehmens liegen in:
- Muroran, Hokkaidō
- Kamaishi, Iwate
- Kimitsu, Chiba
- Tokio
- Nagoya, Aichi
- Sakai, Osaka
- Himeji, Hyōgo (Hirohata)
- Hikari, Yamaguchi
- Kitakyūshū, Fukuoka (Yawata)
- Ōita, Ōita